# Преткоморски дефект септума
Преткоморски дефект септума или атријални септални дефект (скраћено ASD од енгл. Atrial septal defect) је група урођених срчаних мана у којима су десна и лева преткомора директно повезане преко дефекта у септуму. Септум (лат. septum — преграда) је једна мишићно-мембранозна структура која раздваја десну од леве преткоморе, односно десну од леве коморе.

## Епидемиологија
То је једна од најчешћих урођених срчаних мана, среће се у око 10-15% случајева.

## Хемодинамика
У левој комори је притисак крви већи за отприлике 5 милиметара живиног стуба него у десној. Зато ће се крв у току контракције леве преткоморе делимично враћати кроз дефект септума у десну преткомору, односно настаје лево-десни шант. Поред разлике у притисцима у преткоморама срца значајна је величина дефекта септума (од 2-4 цм најчешће) и растегљивост десне коморе.
Крв која се у току контракције врати из леве преткоморе у леву комору заједно са крвљу која системом горње и доње шупље вене долази у десну преткомору, пролази кроз десну преткомору, десну комору, плућну артерију и поново долази у леву комору, где се један део поново може вратити назад кроз дефект септума. Тако да се услед повећаног кружења крви десно срце (комора и преткомора) и плућни крвоток оптерећују. То доводи до повећања притиска у плућној циркулацији и хипертрофије, а касније и дилатације десне коморе и преткоморе. Хипертрофија десне коморе јавља се из разлога повећаног рада јер се у њу слива више крви него обично, али и услед повећања притиска у плућној артерији. Градијент притиска између десне коморе и поменуте артерије (што је већи градијент притиска то се виче крви избаци у плућну циркулацију) се смањује тако да десна комора мора појачано да ради, што опет доводи до његове хипертрофије.
Временом како све више расте притисак у плућном крвотоку и једном теренутку ће притисак у овом крвотоку надвладати притисак у системском крвотоку, тако да ће сад притисак у десној преткомори бити већи него у левој, па ће крв прелазити у обрнутом смеру из десне преткоморе у леву. Настаје десно леви шант. То је такозвана Ајзенменгерова реакција.

## Патогенеза
У току ембрионалног периода почиње развој срца. Најпре постоји једна заједничка преткомора срца, која се касније настанком септума дели на десну и леву. Септум се ствара у облику две паралелне плоче које расту са горње стране (крова заједничке преткоморе) према комори (база).
Те плоче се зову септум примум и септум секундум. У тику даљег развоја се ове две структуре сједињију у један септум. Септум секундум поседује један отвор-остиум секундум (лат: ostium secundum) који ће касније прекрити (попунити) септум примум, међутим то прекривање није потпуно тако да постоји отвор који се зове овални отвор (лат:foramen ovale). Кроз овални отвор крв у току ембрионалног и феталног периода пролази из десне коморе у десну преткомору, овај процес је сасвим физиолошки (погледати Фетални крвоток). У току рођења или убрзо после њега се овални отвор затвара. Уколико до затвараља не дође пар недеља након рођења настаје урођена мана срца преткоморски дефект септума (тип секундум).
Такође и на првом септуму (септум примум) постоји у крајњем делу један отвор-остиум примум. Овај дефект није покривен другим септумом (септум секундум). Он ће бити прекривен једном посебном структуром преткомора која се развија у овој фази, а то је ендокардно јастуче. Од њега ће настати делови доњег зида обе преткоморе, један мањи део коморког септума и такође део митралних и трикуспидних залитака срца. Ендокардно јастуче потпуно ће испунити остиум примум и нормално затворити овај дефект првог септума (септум примум). Уколико из неког разлога не дође до формирања овог ткива онда поменути отвор-остиум примум остаје, такође и неки делови коморског септума и већ поменутих залистака неће бити формирани. У овом случају јавља се ненормална комуникација између десне и леве коморе-преткоморски дефект септума (тип примум); десне у леве коморе-коморски дефект септума и инсуфицијенције миталног и трукуспидног ушћа. Ове деформације заједнички се називају АВ канал(атриовентрикуларни канал-коморскопреткоморски канал).

## Подела
Из горе поменутих разлога постоји више типова преткоморског дефекта:
Остиум примум (преткоморски дефект септума)
Среће се у око 15% случајева. Јавља се у склопу горе поменутог АВ канала као:
- парцијални АВ канал — преткоморски дефект септума и митрална инсуфицијенција
- потпуни АВ канал — преткоморски дефект септума, митрална инсуфицијенција и коморски дефект септума

Остиум секундум дефект (преткоморски дефект септума)
То је најчешћи тип дефекта (око 70%).
Дефект венскогсинуса (лат. sinus venosus)
Код овог дефекта септум је коректно развијен, али десна преткомора није тачно повезана са ушћем шупљих вена. Овај дефект лежи у близини ушћа горње шупље вене. Среће се у око 15% случајева

## Симптоми
Већина симптома наступа у касном детињству и одраслом доба. Временом долази до замарања, диспнеје (губитак ваздуха), кашља, честих инфекција респираторног тракта.
Може се јавити и инсуфицијеција десног срца (али тек након деценија). Касније се може јавити и Ајзенменгерова реакција.
Код АВ канала су симптоми тежи и јевљају се убрзо после рођења.
АВ канал је врло често асоциран са Дауновим синдромом.
Приликом аускултације срца може се чути један срчани шум. Шум је систолни (мезосистолни-у средњем делу систоле), гласан је и вретенастог ”облика”. Може се чути и раздвајање другог срчаног тона, које не зависи од дисања (фиксирано раздвајање тонова).
За дијагностику се користи и ултразвук, рендген плућа и ЕКГ.
Септум примум дефект се никада неће затворити спонтано, тако да се овај дип мане коригује оперативно између прве и друге године живота.
Мали дефекти типа секундум се могу сами спонтано затворити. Већи дефекти морају се хируршки или перкутано затворити.
Уколико је дошло до Ајземенгеровог синдрома (реакције) дефект се не сме кориговати оперативно.
У оба случаја је повећан ризик од ендокрдитиса, па је и профилакса битна.